# Крейн (округ, Техас)
Шаблон:StateAbbr_ 31°25′ пн. ш. 102°31′ зх. д. / 31.41° пн. ш. 102.52° зх. д.
Округ Крейн (англ. Crane County) — округ (графство) у штаті Техас, США. Ідентифікатор округу 48103.

## Історія
Округ утворений 1887 року.

## Демографія
За даними перепису 2000 року загальне населення округу становило 3996 осіб, зокрема міського населення було 3567, а сільського — 429. Серед мешканців округу чоловіків було 1945, а жінок — 2051. В окрузі було 1360 домогосподарств, 1083 родин, які мешкали в 1596 будинках. Середній розмір родини становив 3,35.
Віковий розподіл населення поданий у таблиці:
| Стать    | До 15 років | 15-21 | 22-29 | 30-39 | 40-49 | 50-65 | 65-85 | Понад 85 |
| -------- | ----------- | ----- | ----- | ----- | ----- | ----- | ----- | -------- |
| Чоловіки | 508         | 256   | 125   | 273   | 296   | 306   | 165   | 16       |
| Жінки    | 511         | 203   | 162   | 301   | 300   | 319   | 221   | 34       |

## Суміжні округи
- Ектор — північ
- Аптон — схід
- Крокетт — південний схід
- Пекос — південь
- Ворд — захід

## Виноски
1. ↑  Texas State Historical Association, Barkley R. R., Tyler R. C. Handbook of Texas — Texas State Historical Association, 1952. — ISBN 978-0-87611-151-2
2. ↑  https://publications.newberry.org/ahcbp/documents/TX_Individual_County_Chronologies.htm
3. ↑  U.S. Decennial Census. United States Census Bureau. Архів оригіналу за 26 квітня 2015. Процитовано 21 квітня 2015.
4. ↑  Texas Almanac: Population History of Counties from 1850–2010 (PDF). Texas Almanac. Архів оригіналу (PDF) за 26 лютого 2015. Процитовано 21 квітня 2015.
5. ↑  State & County QuickFacts. United States Census Bureau. Архів оригіналу за 22 грудня 2015. Процитовано 9 грудня 2013.(англ.) Наведено за англійською вікіпедією.
6. ↑  American FactFinder. Бюро перепису населення США. Архів оригіналу за 29 липня 2011. Процитовано 31 січня 2008.

| США | Це незавершена стаття з географії США. Ви можете допомогти проєкту, виправивши або дописавши її. |